# Gifford (Scozia)
Gifford è un villaggio (village) scozzese situato nell'entroterra dell'area amministrativa dell'East Lothian e all'interno della parrocchia civile (civil parish) di Yester, a circa 4 miglia (6,4 km) a sud di Haddington e 25 miglia (40,2 km) a est di Edimburgo.
Si raggruppa attorno alla Colstoun Water (localmente chiamata Gifford Water) all'incrocio tra le arterie stradali B6369 e B6355, circondata da terreni agricoli.

## Storia
La località prende il nome dal nobile del XIII secolo sir Hugh de Giffard di Yester, la cui antica famiglia Scozzese-normanna possedeva le baronie di Yester, Morham e Duncanlaw, nell'Haddingtonshire (nome con cui a quel tempo si indicava il territorio dell'East Lothian), e Tayling e Poldame nelle contee di Perthshire e Forfar.
Il primo nipote di Hugo de Giffard, Hugh de Giffard, era un noto mago che fece costruire Yester Castle (mezzo miglio a sud-est dell'attuale Yester House), le rovine e una camera sotterranea ('Goblin Ha') che ancora si possono vedere a Yester Wood. La stessa Hobgoblin Hall conteneva il poema Marmion scritto da Walter Scott.

## Monumenti e luoghi di interesse

### Edifici religiosi
La chiesa, indicata localmente come Yester Kirk e appartenente alla Chiesa di Scozia, è collocata all'inizio di Main Street (B6355), dove si biforca assumendo il nome di Duns Road verso est e Cockles Brae (B6369) verso nord. L'attuale edificio, si ritiene progettato da James Smith, venne completato nel 1710 ma il suo aspetto è dovuto a una ristrutturazione avvenuta nel 1830. Venne costruito per sostituire l'originale chiesa, la cui presenza è citata per la prima volta in un documento del 1241 e le cui rovine si trovano nei boschi accanto a Yester House, a sud-ovest del centro del villaggio.
Nel territorio era presente una seconda chiesa, ora scomparsa, che sorgeva a Duncanlaw, un insediamento anch'esso scomparso a sud-est del villaggio principale.

### Edifici civili
Town Hall, la palazzina sede dell'amministrazione locale.

### Monumenti
La Mercat Cross venne costruita nel 1780 e si trova ancora al centro del villaggio.